# 香港大会堂
香港大会堂（ホンコンだいかいどう、中国語: 香港大會堂、略称大會堂；英語: Hong Kong City Hall、略称HKCH）は、香港島中西区中環愛丁堡広場5号に所在する、香港で初めて建設された公共多目的ホールである。現在の建物は1962年3月2日に落成し、2009年には香港一級歴史建築、2022年に香港法定古蹟に登録された。現在は康楽及文化事務署が管理している。
香港大会堂は、同じく愛丁堡広場に位置していた四代目郵政総局、かつての三代目中環天星碼頭およびその駐車場、そしてすでに解体された皇后碼頭と同時期に建設され、公共空間として市民に親しまれていた。しかし、その中で法定古蹟に指定されたのは香港大会堂のみであり、これは2022年5月に正式に認定された。かつての市政局本部ビルは、香港大会堂の隣にある展城館の場所に位置していた。

## 歴史

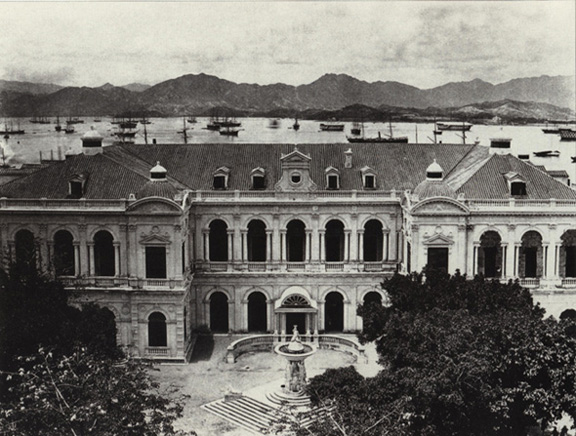
初代香港大会堂

旧香港大会堂は1869年に完成し、皇后像広場に面した現在の香港上海匯豊銀行本店ビルの隣に位置していた。1933年、この旧大会堂敷地は香港上海銀行に売却され、その第三代本店ビルの建設および拡張のために使用された。旧大会堂は1947年に完全に解体され、一部の土地は1950年に建設された中国銀行ビルの用地となった。
1950年、中英協会は政庁に対し、新しい大会堂の建設を促した。これを受け、政庁は市政局に建物の設計および開発の計画を委託し、博物館、公共図書館、演芸ホールなどの設置を含めた施設整備を進めることとなった。新しい香港大会堂は、中環愛丁堡広場の埋立地に建設されることが決定された。設計の選考過程では、華人建築家の徐敬直による案も提出されたが、さまざまな理由により採用されなかった。最終的に、初代香港大学建築学科主任であるゴードン・ブラウンとそのチーム（メンバーにはオライリー・メインを含む）が設計を手がけ、イギリスの建築家ロナルド・フィリップとアラン・フィッチによって建設が進められた。モダニズム建築のスタイルを取り入れた新大会堂は、1962年3月2日に完成し、建設費は2,000万香港ドルにのぼった。開幕式は当時の香港総督サー・ロバート・ブラックによって執り行われ、3月4日にはロンドン・フィルハーモニー管弦楽団によるこけら落としのコンサートが音楽ホールで開催された。

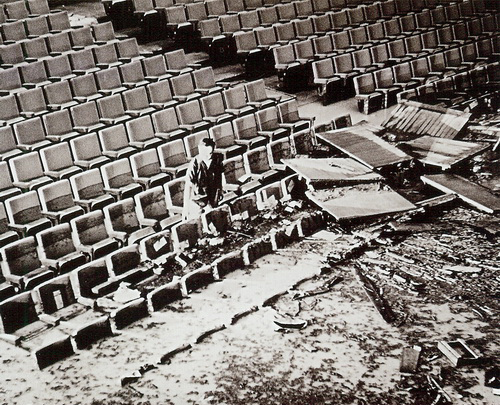
六一二雨災で浸水した大会堂

| 「                                                              | 本日ここに、私が開館するこれらの建物では、市民は納税者としてではなく、この都市の芸術的・社会的生活の一員として歓迎されることでしょう……市民は役人に立ち向かうためではなく、この建物で享受できるあらゆる美しいものを分かち合うために訪れることになるのです。 | 」 |
| —サー・ロバート・ブラック（1962年3月2日大会堂開幕式典式辞より） | |    |

同年夏にはワンダ台風が香港を襲い、また1966年には豪雨により六一二雨災が発生し、大会堂内部は浸水の被害に見舞われた。
1960年代に落成した香港大会堂は、隣接する中環天星碼頭や卜公碼頭などの新しい公共建築と同様に、簡素で実用性を重視した設計となっており、統治者の地位を強調する植民地式建築や欧風建築は次第に歴史の中に姿を消していった。
香港大会堂はかつて式典や祝典の重要な会場であり、植民地時代には歴代の香港総督がここで宣誓就任を行っていた。また、訪問中の英国王室メンバーを迎える歓迎行事も、香港大会堂およびその前に広がる愛丁堡広場で開催されていた。現在でも、毎年1月に行われる法律年度開幕式は、香港大会堂および愛丁堡広場で実施されている。
大会堂はその歴史的重要性から、2009年には古物古蹟辦事処より一級歴史建築に指定された。
香港返還前以前、大会堂低層棟付近には市政局大楼展覧中心（現在の展城館）があり、市政局大楼に面した外壁にはイギリス領香港の紋章が掲げられていた。1997年7月より、大会堂交は巿政局の管理となり、紋章は市政局の洋紫荊のマークに変更された。2000年の巿政局の「殺局」後、この位置には何も取り付けられていない。
2022年3月、古物諮詢委員会は全会一致で大会堂の評価を格上げし、戦後建築では初となる法定古蹟に指定した。これは同等の文化財の中では最も築年の新しいものであった。

## 建築様式

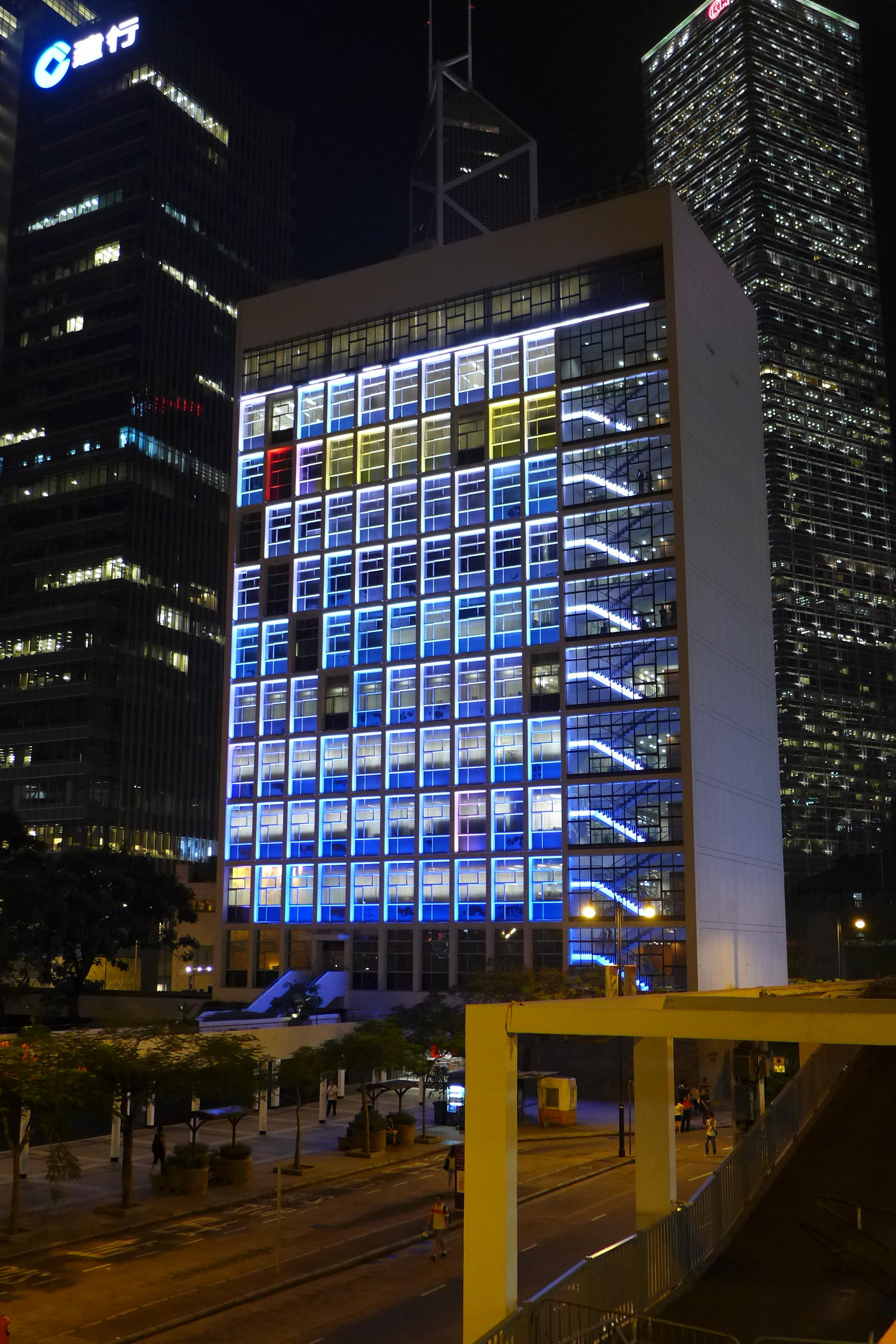
ライトアップ時の大会堂の夜景

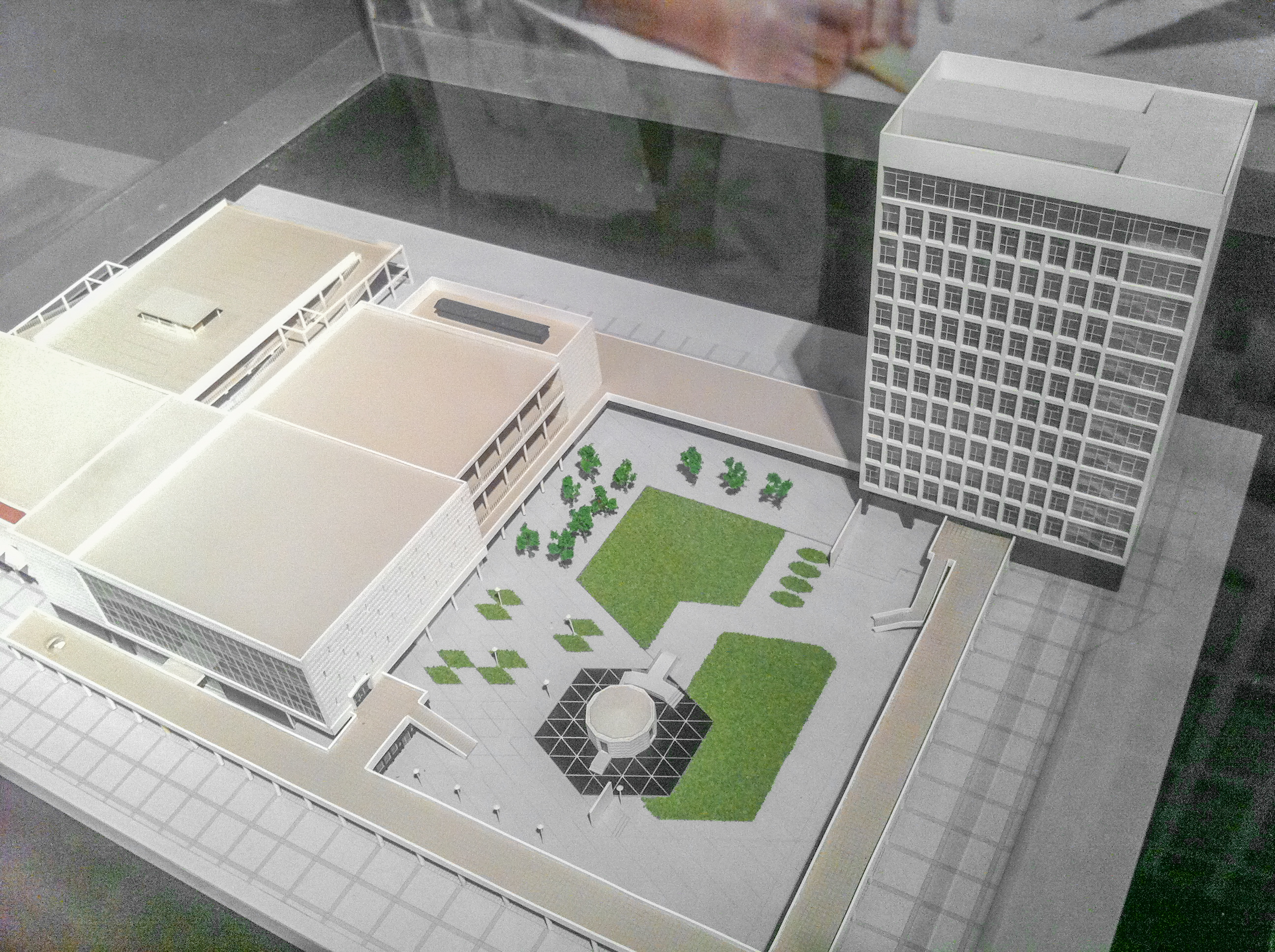
文物探知館に展示されている大会堂の模型

デザイン全体は機能主義となり、派手さよりも質素さを重視している。建物はシンプルな外観とシャープな線形を特徴とし、多目的施設としての調和を図っている。同時に、伝統様式を打破し、第二次世界大戦後期に非常に流行したモダニズムのスタイルを採用している。大会堂のインターナショナル・スタイルは、香港の建築界にも一時的な潮流をもたらした。

## リノベーション
香港大会堂は1991年と1993年に大規模な改修・拡張工事を行った。設計の上では元々のモダンニズム様式を保ちつつ、新たな要素を加え、より現代的にした。第1期工事では、香港芸術館と香港視覚芸術センターを拡張して大会堂公共図書館の新館とし、1992年の中西区区節および大会堂30周年に合わせて運用を開始した。第2期の改修では、高層棟と低層棟のロビーを対象とし、香港大会堂紀念花園の再設計も行った。記念堂の重要性を強調するために中軸線の概念を取り入れ、動的エリアと静的エリアに空間を分けることで、機能の向上を図った。
2010年には再びリノベーションが行われ、低層棟の美心皇宮と展示室が改修された。

## 文化振興
香港大會堂は、地元の文化芸術の振興において重要な役割を果たしてきた。高層棟には、香港初の公共図書館（大会堂公共図書館）と美術館が設置されていた。美術館は高層棟最上階の10、11階に位置し、1969年には「香港美術博物館」と改称された。さらに、1975年には「香港博物館」（現・香港歴史博物館）と「香港藝術館」に分割され、両館はそれぞれ1975年と1991年に大会堂から移転した。また、香港視覚芸術センターも、1988年から1990年にかけて元の施設が手狭になったため、1992年に完成した香港公園（第二期）へ移転した。
文化公演の面では、1973年の第1回香港芸術祭、1976年の第1回アジア芸術祭、1977年の第1回香港国際映画祭、1982年の第1回国際芸術カーニバルなど、香港を代表する文化イベントが大会堂で幕を開けた。また、世界的に著名な芸術団体やアーティストが公演を行い、市民が世界各国の芸術に触れる主要な場となった。これにより、香港の近代文化・芸術の発展に大きく貢献した。さらに、大会堂は香港ブックフェアの会場としても使用されていたが、1989年11月に湾仔に香港会議展覧中心が開館して以降はそちらへ移転した。
2012年5月19日から6月11日にかけて世界初の都市開催となる「情陷聖羅蘭」展が行われ、ファッション界の巨匠イヴ・サン＝ローランのデザインした87点のクラシックな衣装のほか、ジャンルー・シーフ（Jeanloup Sieff）による12枚の写真が展示された。
2013年5月4日から6月9日にかけては「尚·高克多20世紀巴黎景觀的魅影」展が行われた。
香港大会堂はシンフォニー・オブ・ライツに参加するビルのひとつでもある。

## 設備
香港大会堂は敷地面積11,100㎡で、低層棟と高層棟の2棟の独立した建造物と1つの記念庭園で構成されている。

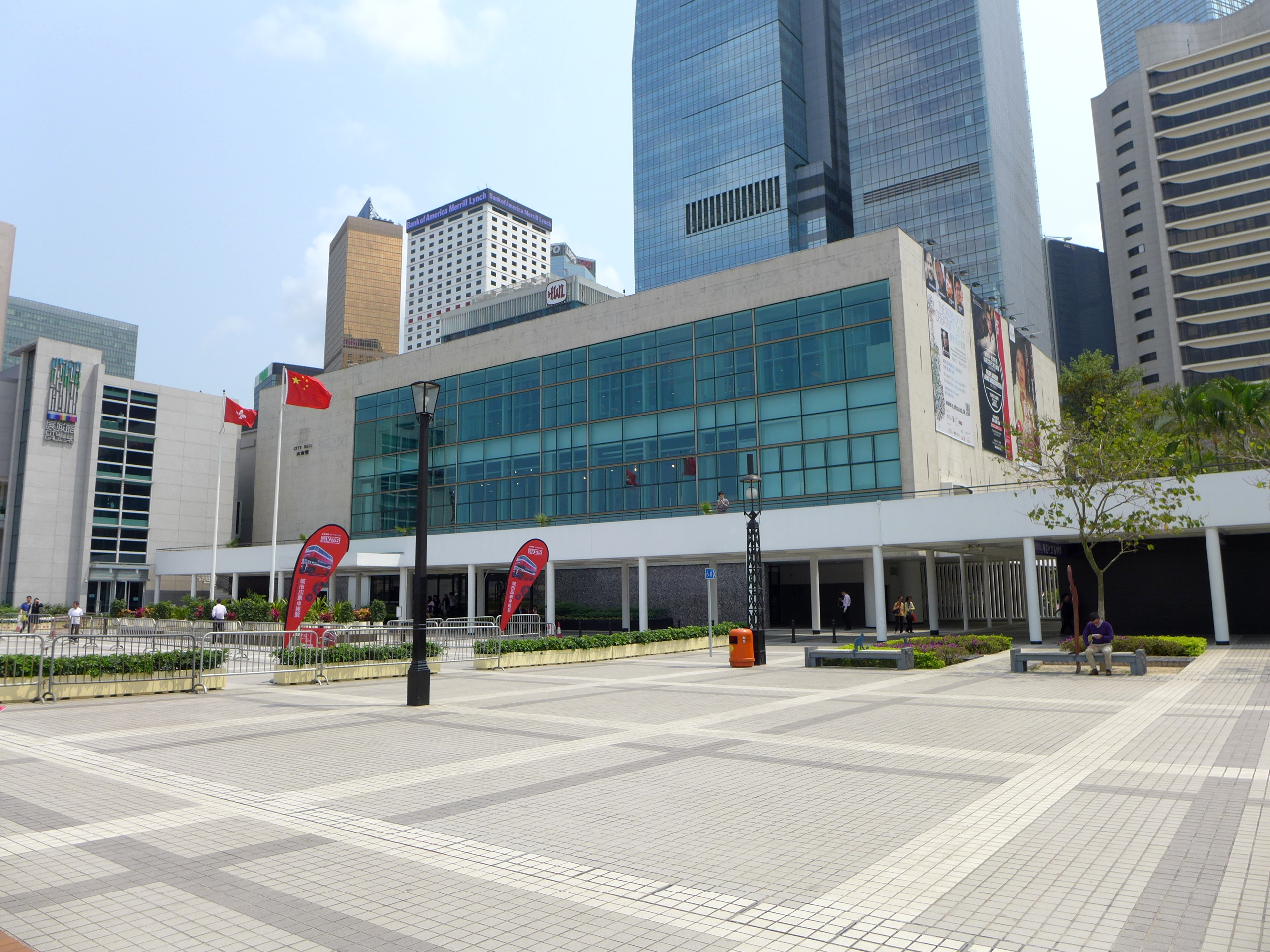
低層棟の外観

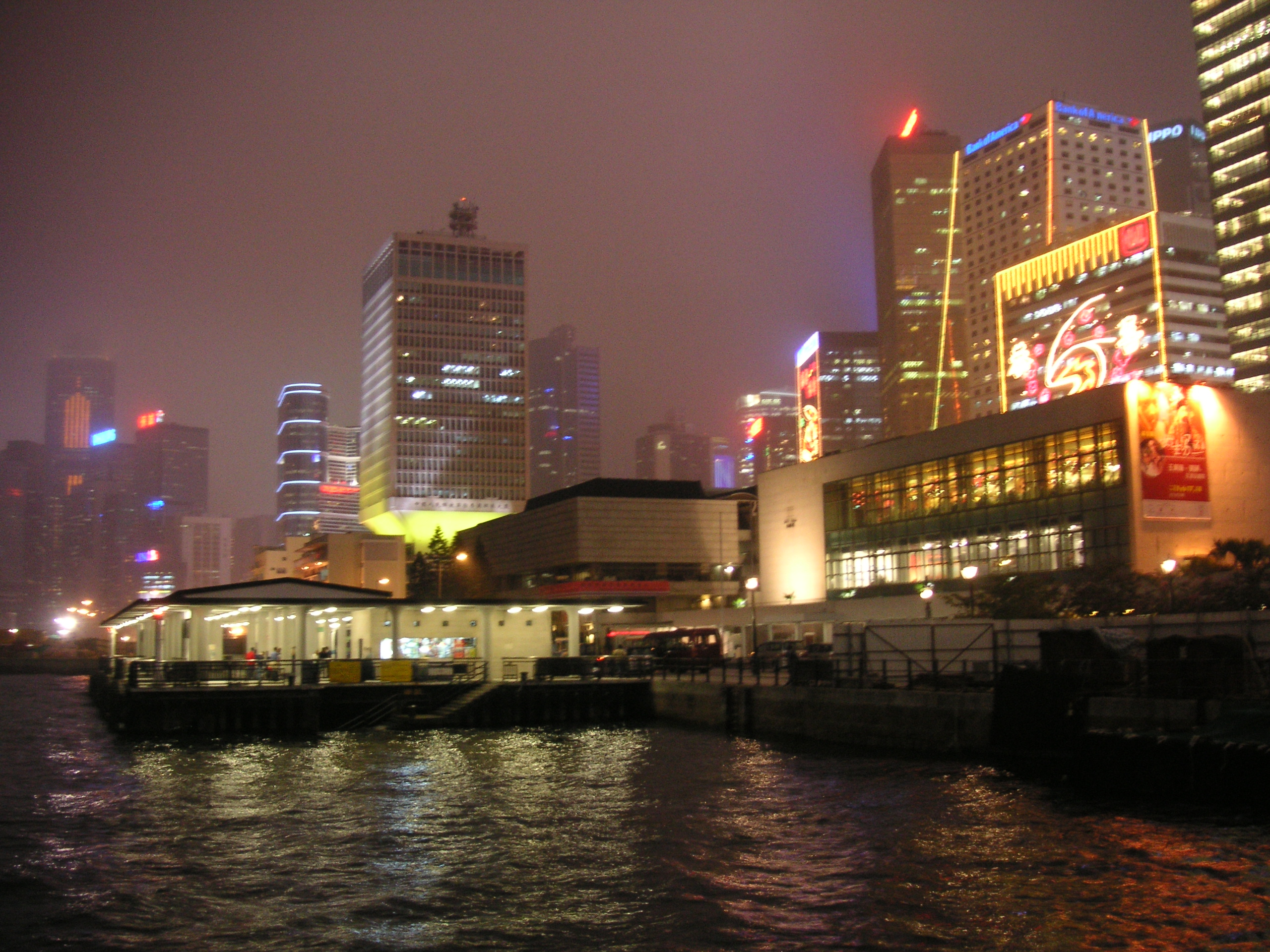
大会堂低層棟および皇后碼頭

### 低層棟
1. 音楽ホール：1,430席を備え、交響楽、室内楽、独奏、ジャズ、オペラ、合唱、独唱の演奏に対応。
2. 劇場：463席を備え、小規模な舞台公演に適した空間。
3. 展示ホール：面積約590㎡（もともとはダンスホール）。
4. 城市售票網（中国語版）チケットセンター
5. インフォメーションカウンター
6. レストラン：美心集団（中国語版）が運営する2軒の西洋レストランおよび大会堂美心皇宮酒楼（元々は西洋料理の雄雞餐廳っであったが[14]:43、その後中華料理の嘉頓（中国語版）大会堂酒楼に変更され、1979年まで営業[注 1]）。
7. アートギフトショップ
8. 駐車場：1959年建設、香港で2番目となる立体駐車場[16]。
9. 付属建築物：1976年5月18日、隣接する市政局大楼が使用開始。市政局秘書処や会議ホールなどの非公開施設を備える。2012年に改装され、展城館として一般公開開始。

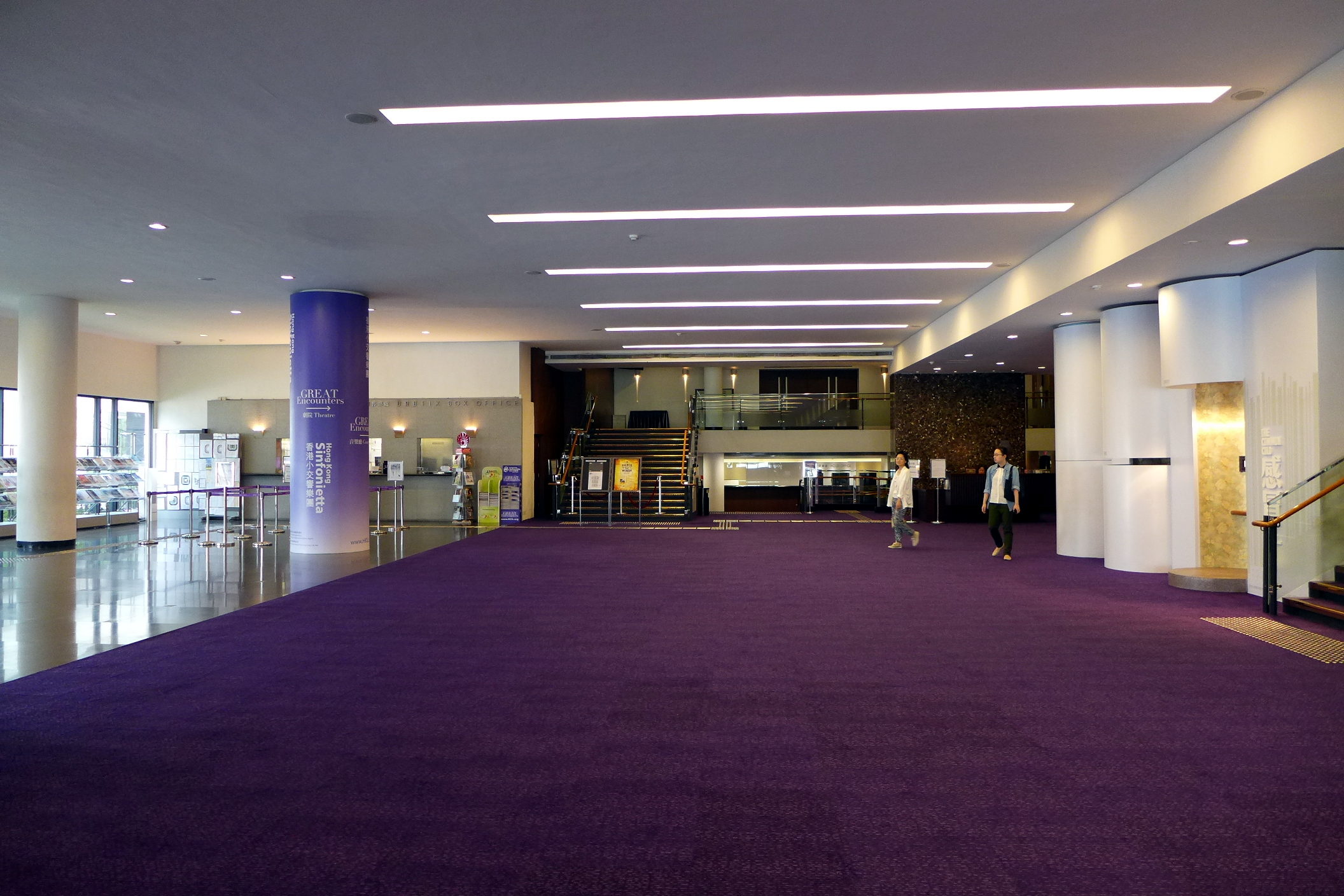
低層棟ロビー
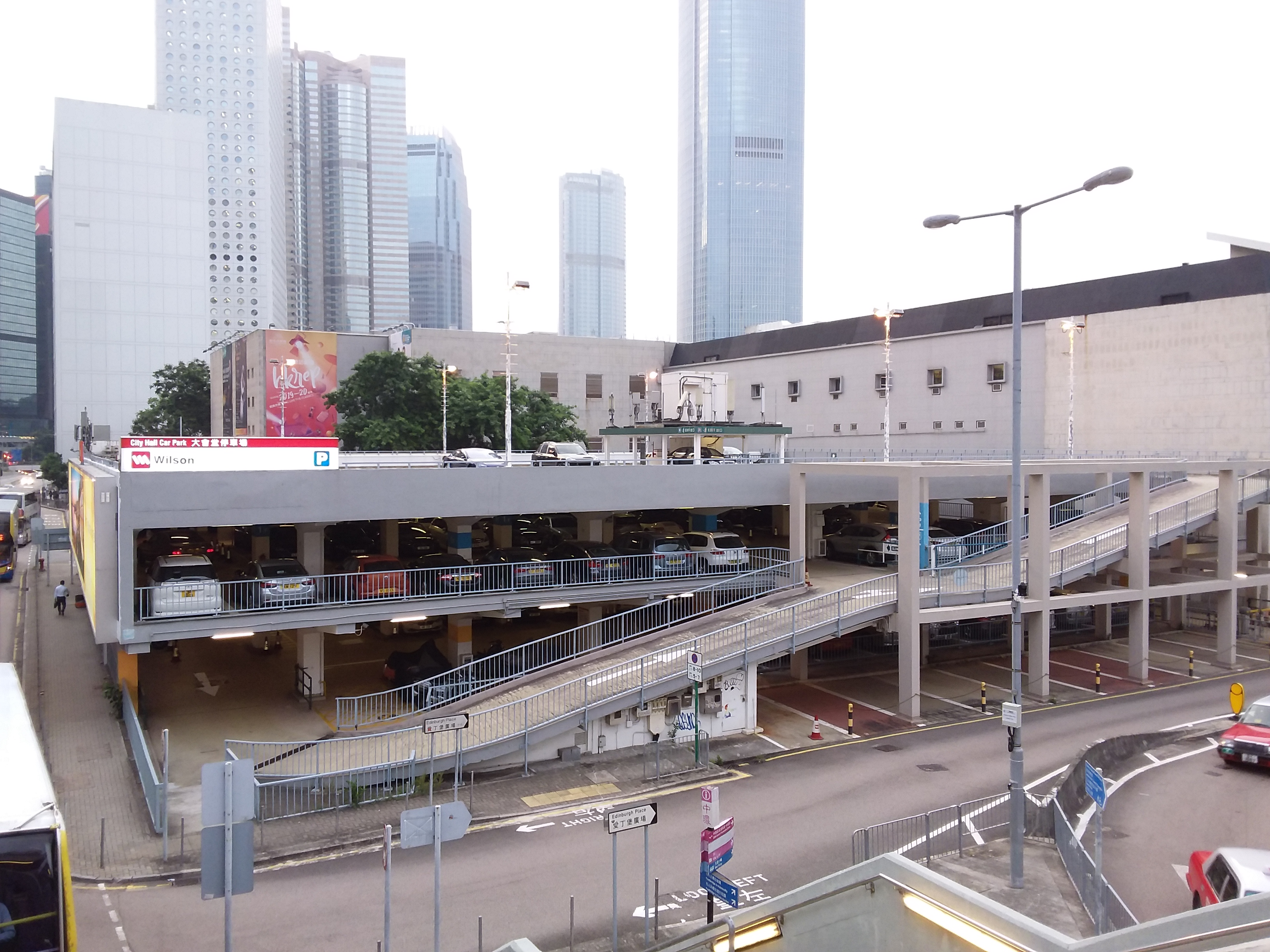
大会堂駐車場
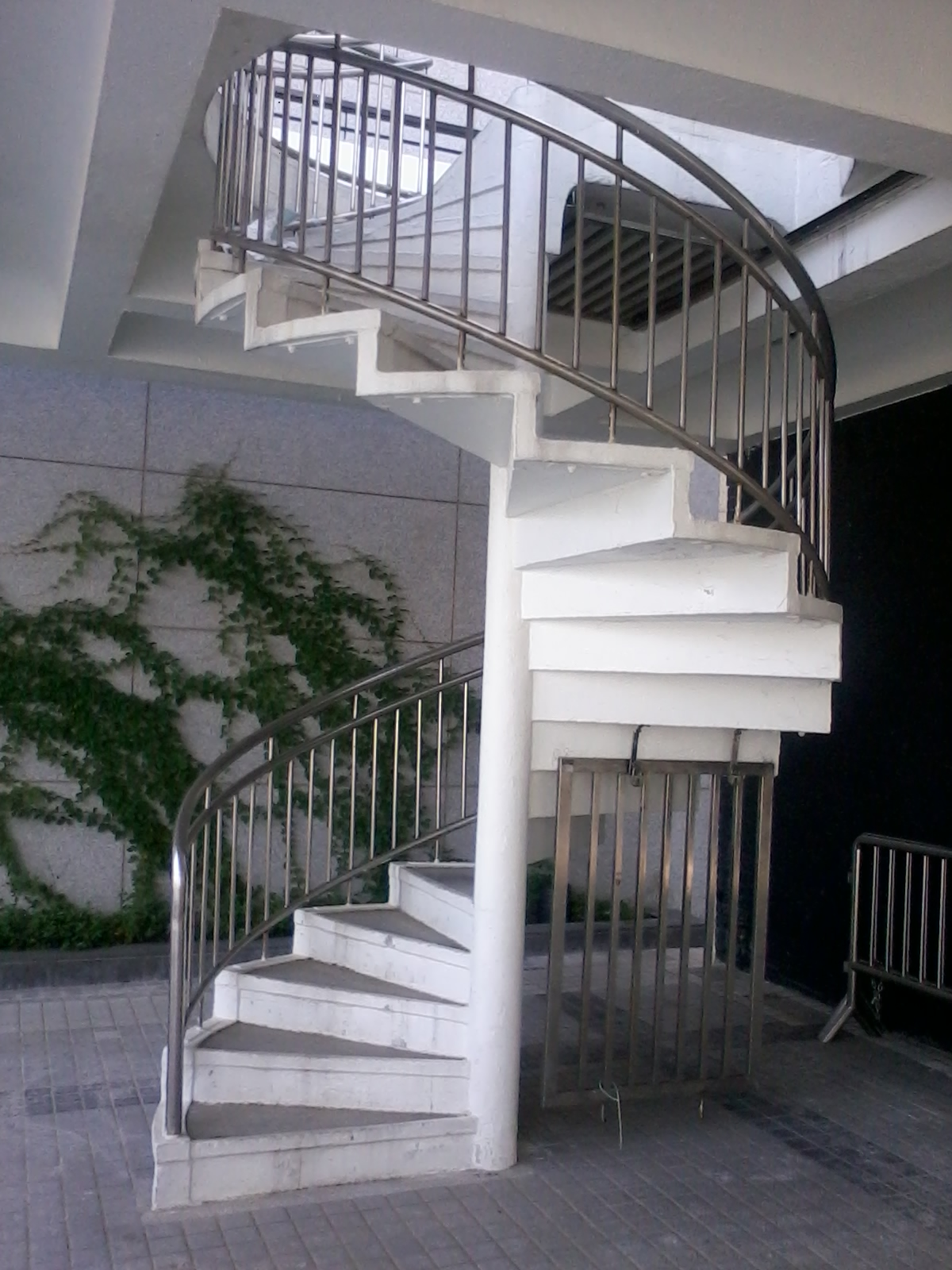
ピロティを連絡する螺旋階段

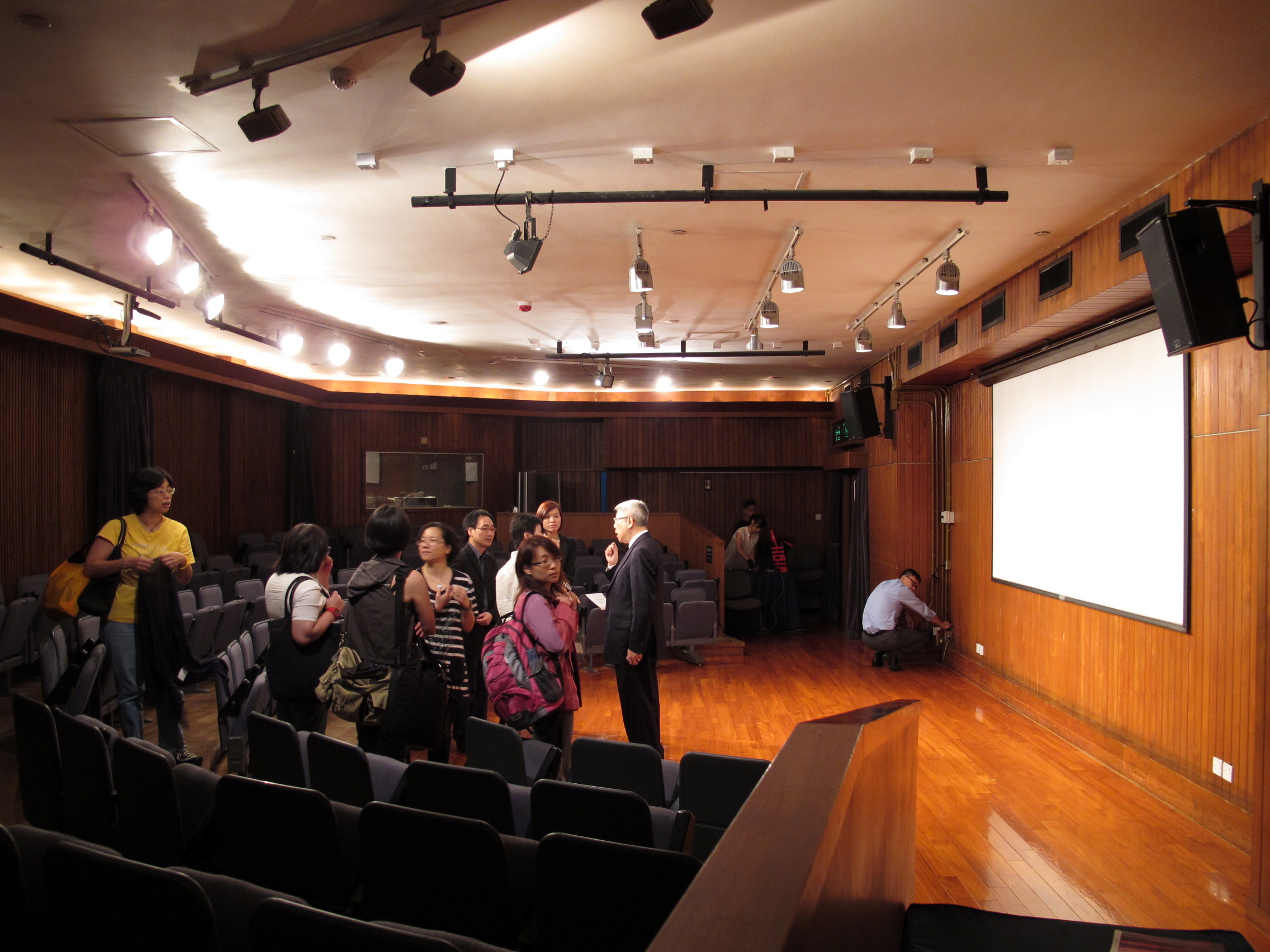
高層棟の音楽ホール

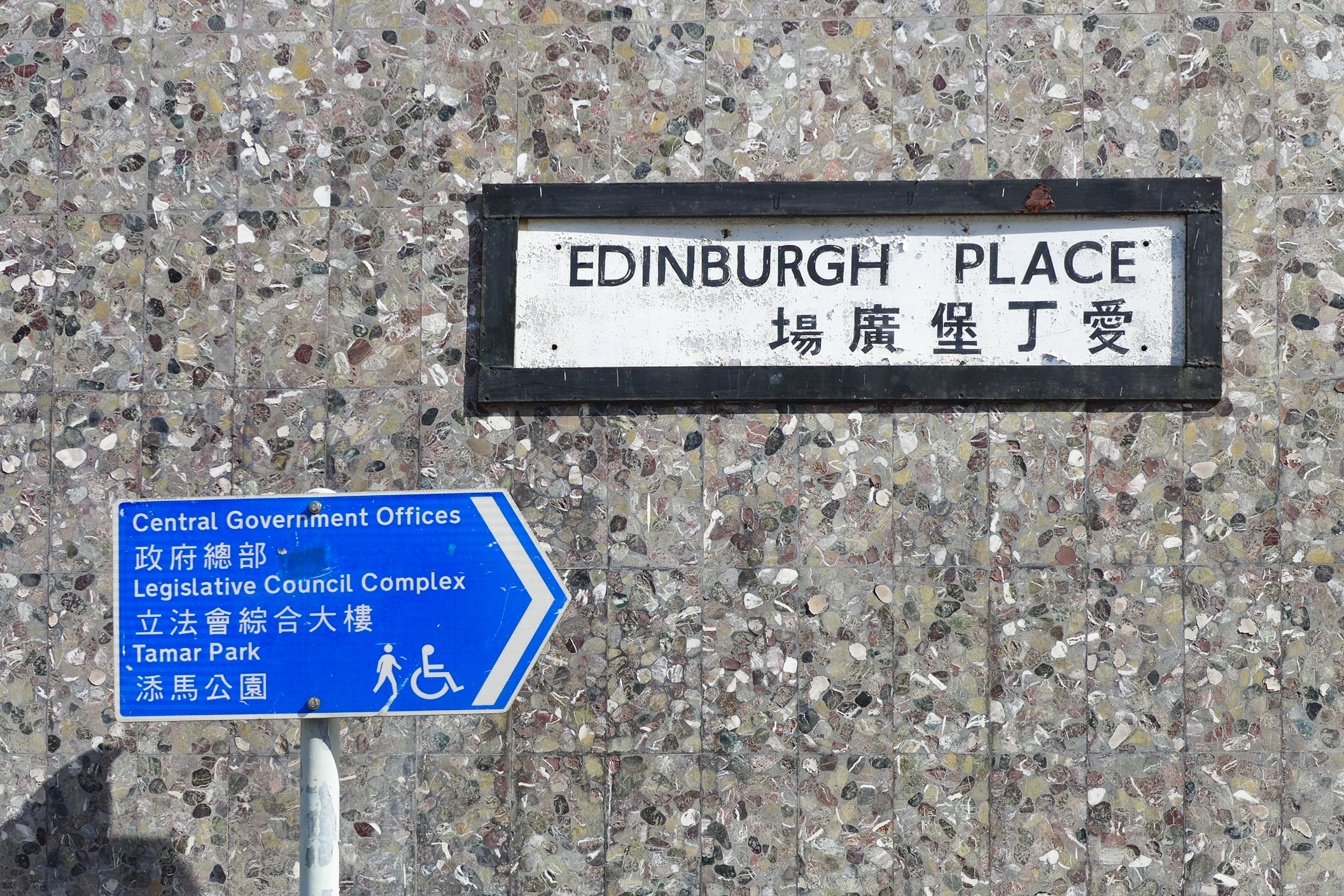
高層棟の愛丁堡広場を示す標識

### 高層棟
1. 大会堂婚姻登記処
2. 大会堂公共図書館
3. 会議室：40人収容可能、2部屋
4. コンサートホール：111席、半円型舞台を備える。
5. 展示室：面積260㎡
6. レストラン：美心集団が経営するファストフード店美心MX（中国語版）

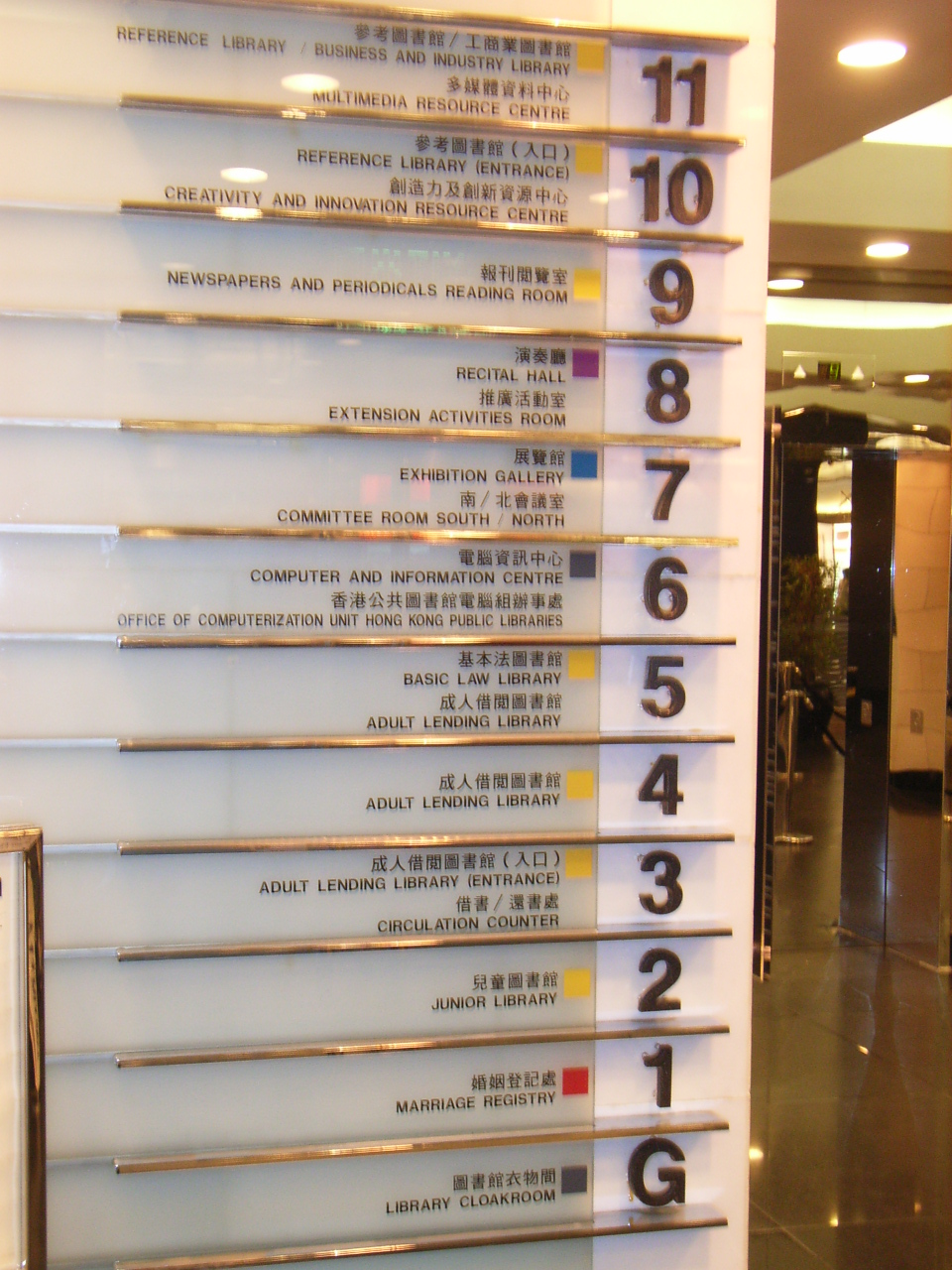
高層棟フロア案内
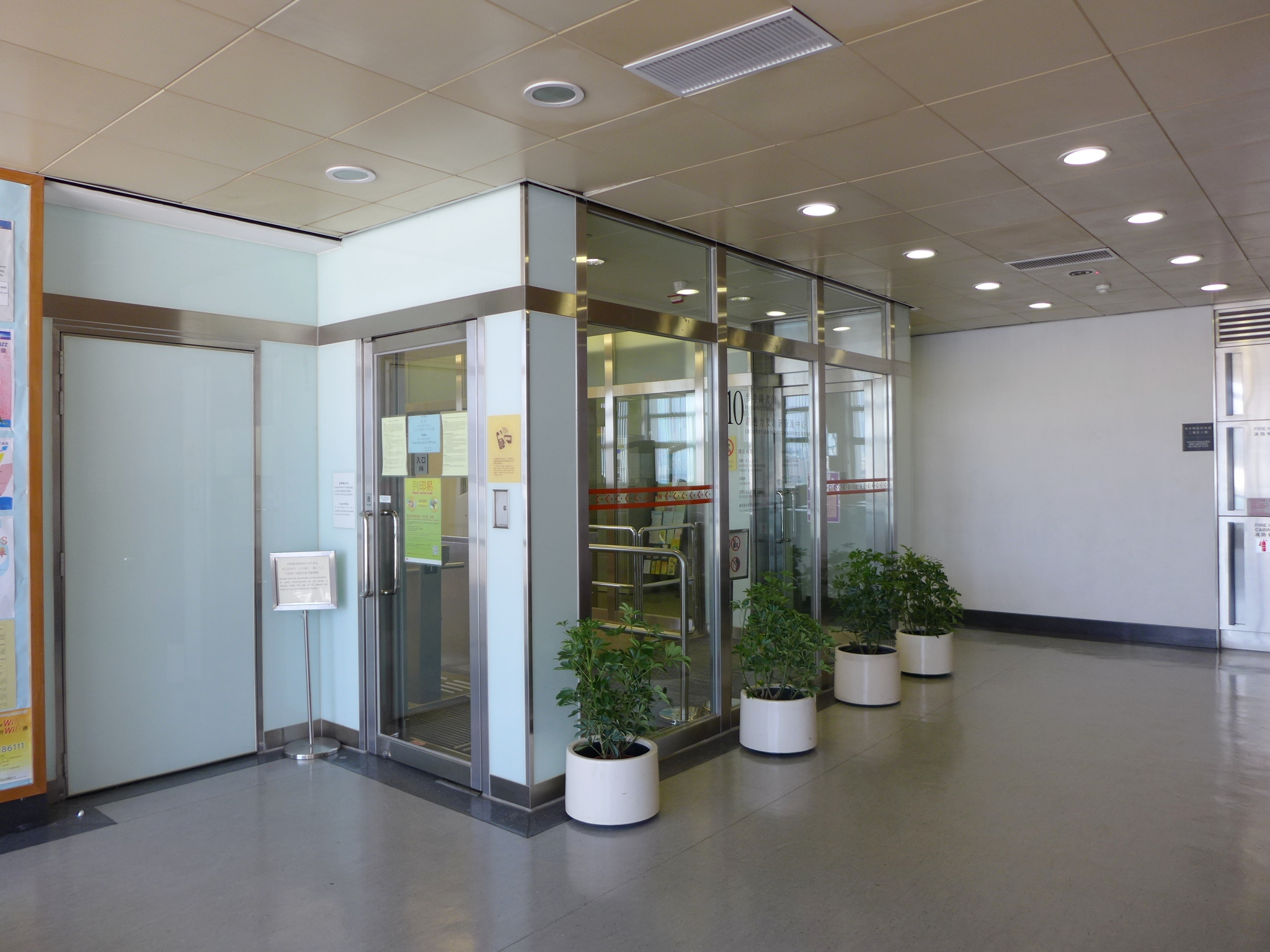
大会堂公共図書館の10階入口
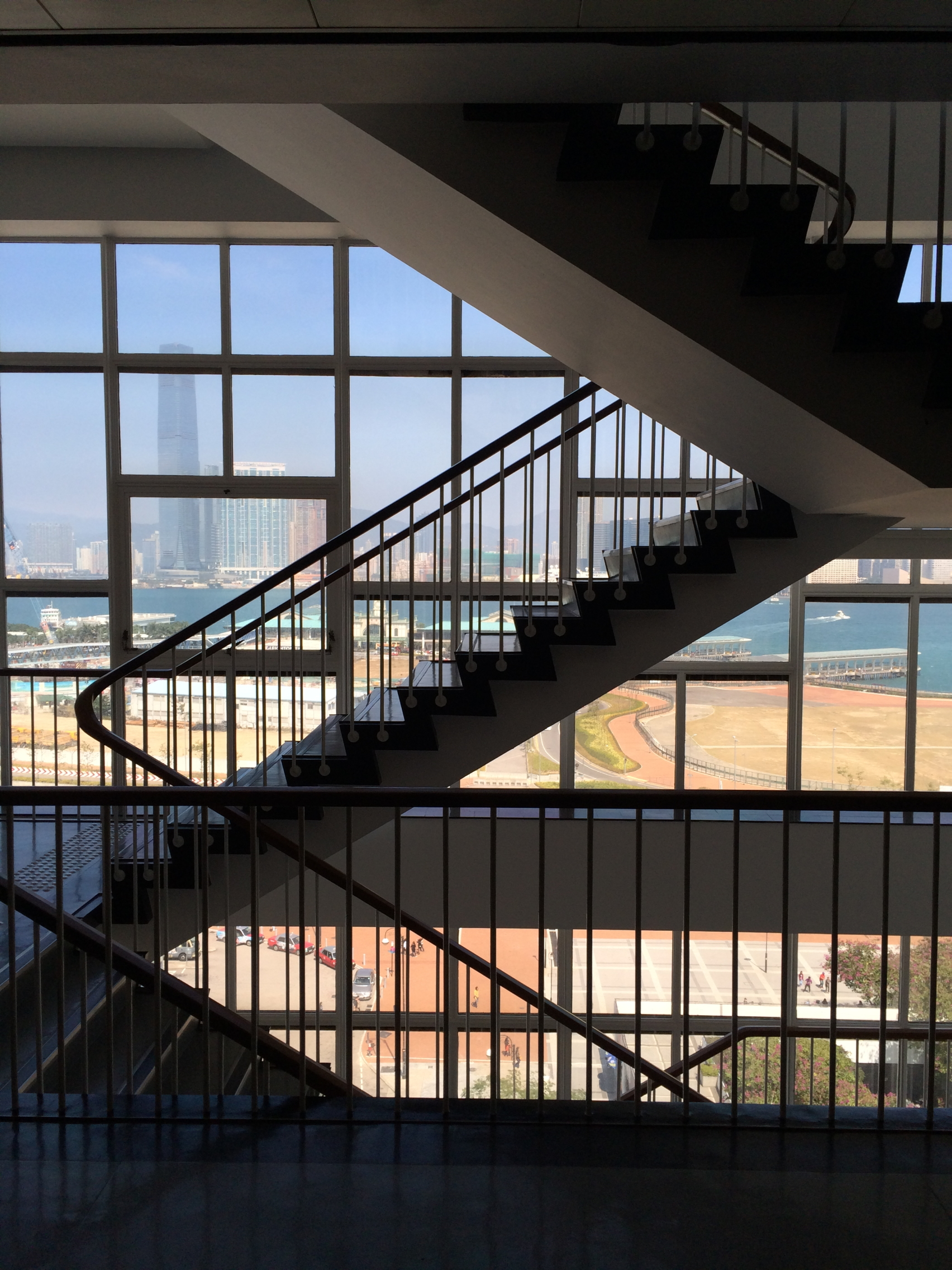
高層棟の階段からはヴィクトリア・ハーバーの風景が眺められる

### 大会堂紀念花園
香港保衛戦および日本占領期に殉難した軍民を追悼するために建てられた。庭園中央には十二角形の記念堂が設置されており、その内部には戦没者名簿と、戦没部隊の名称が刻まれた木製銘板が安置されている。壁面には「英靈不滅、浩氣長存」の中国語と、「These had seen movement and heard music; known slumber and waking; loved; gone proudly friended」の英語の銘文が刻まれている。記念花園内には複数の芸術彫刻も設置されている。

また、市政局は1997年の香港返還時にタイムカプセルを埋めた。そのタイムカプセルは2007年に掘り出される予定であったが、2000年に市政局が廃止されたため、タイムカプセルは忘れられることとなった。最終的に、そのタイムカプセルは2012年3月28日に開封された。

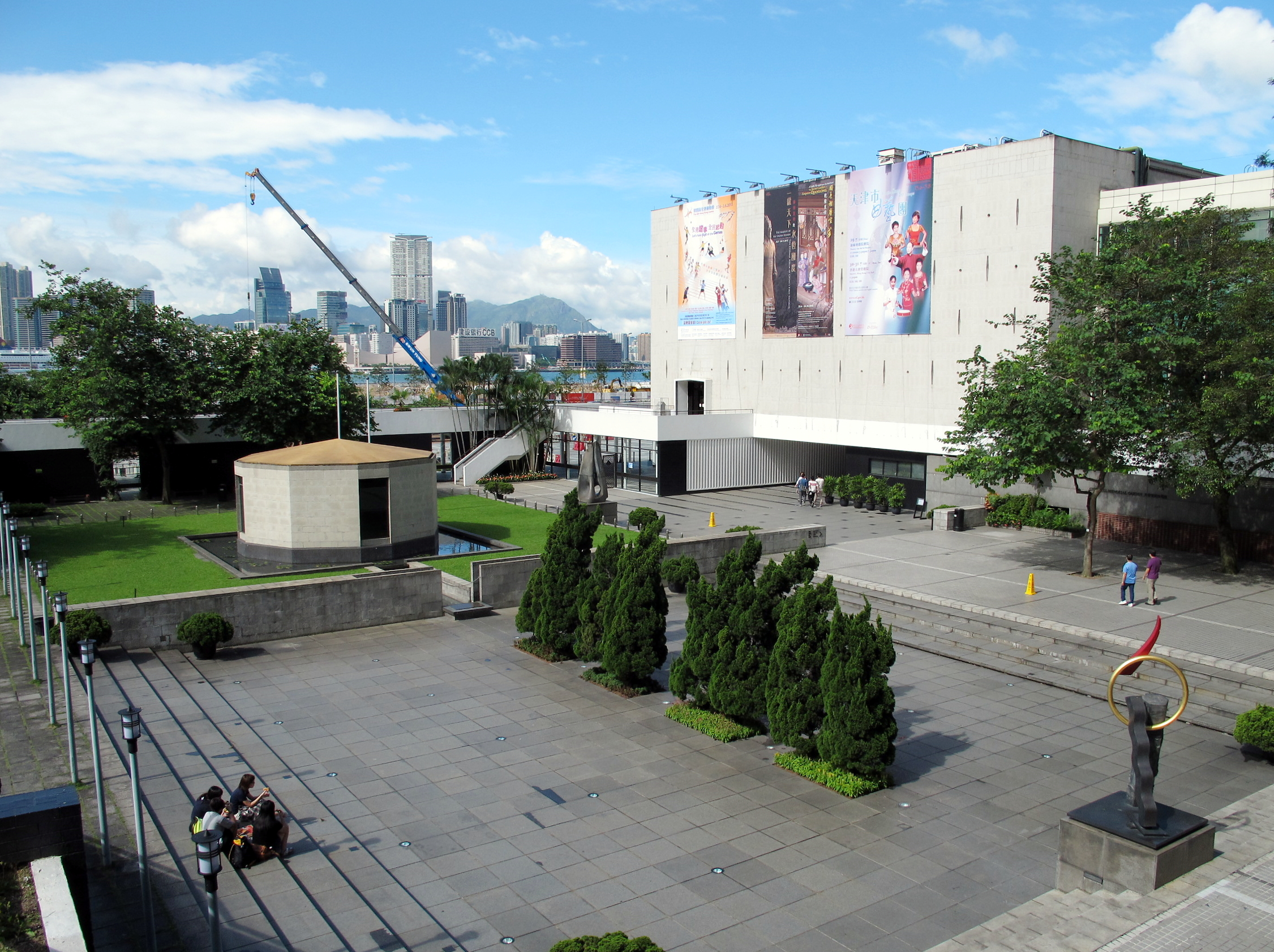
香港大会堂紀念花園
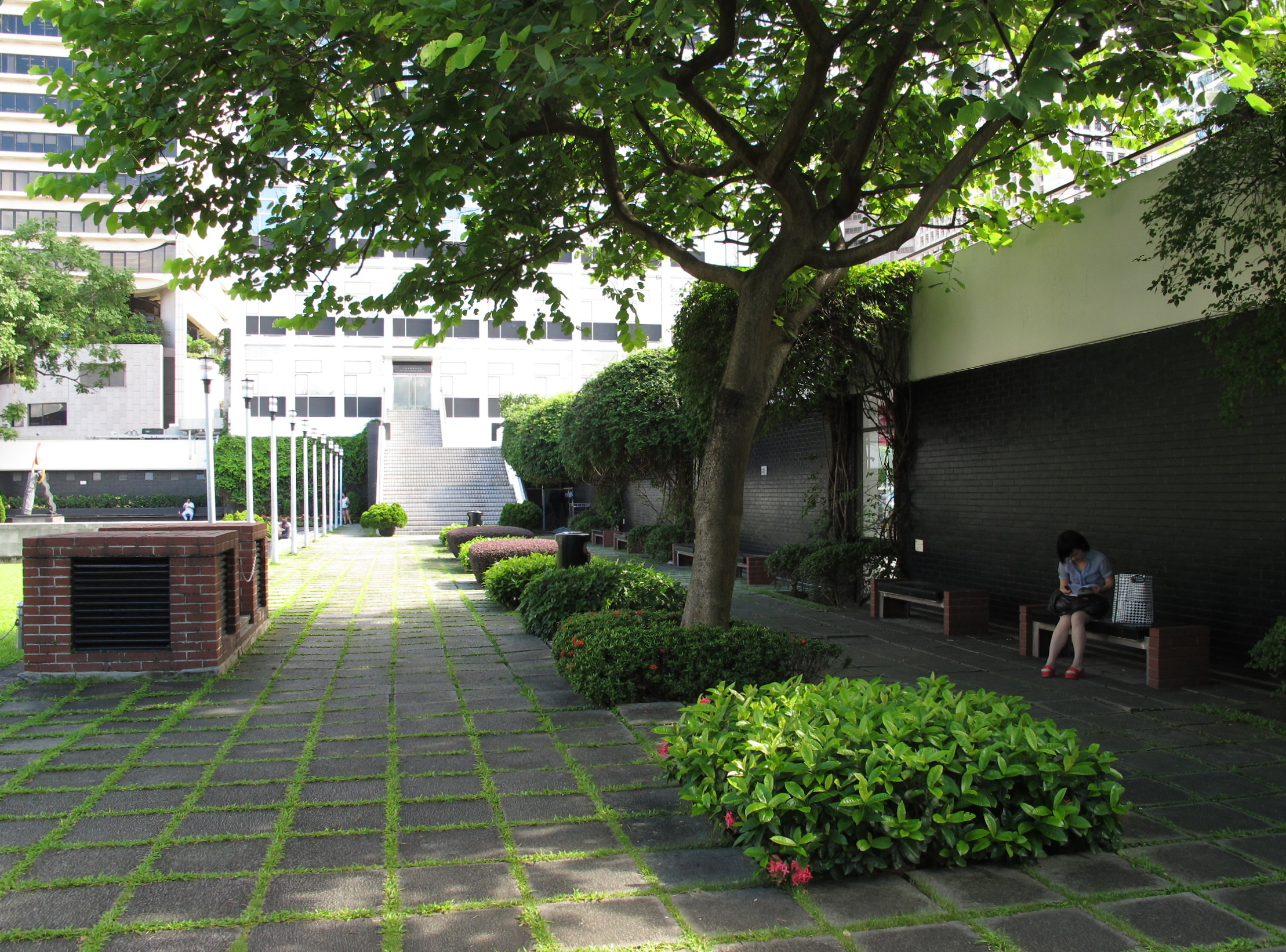
香港大会堂紀念花園
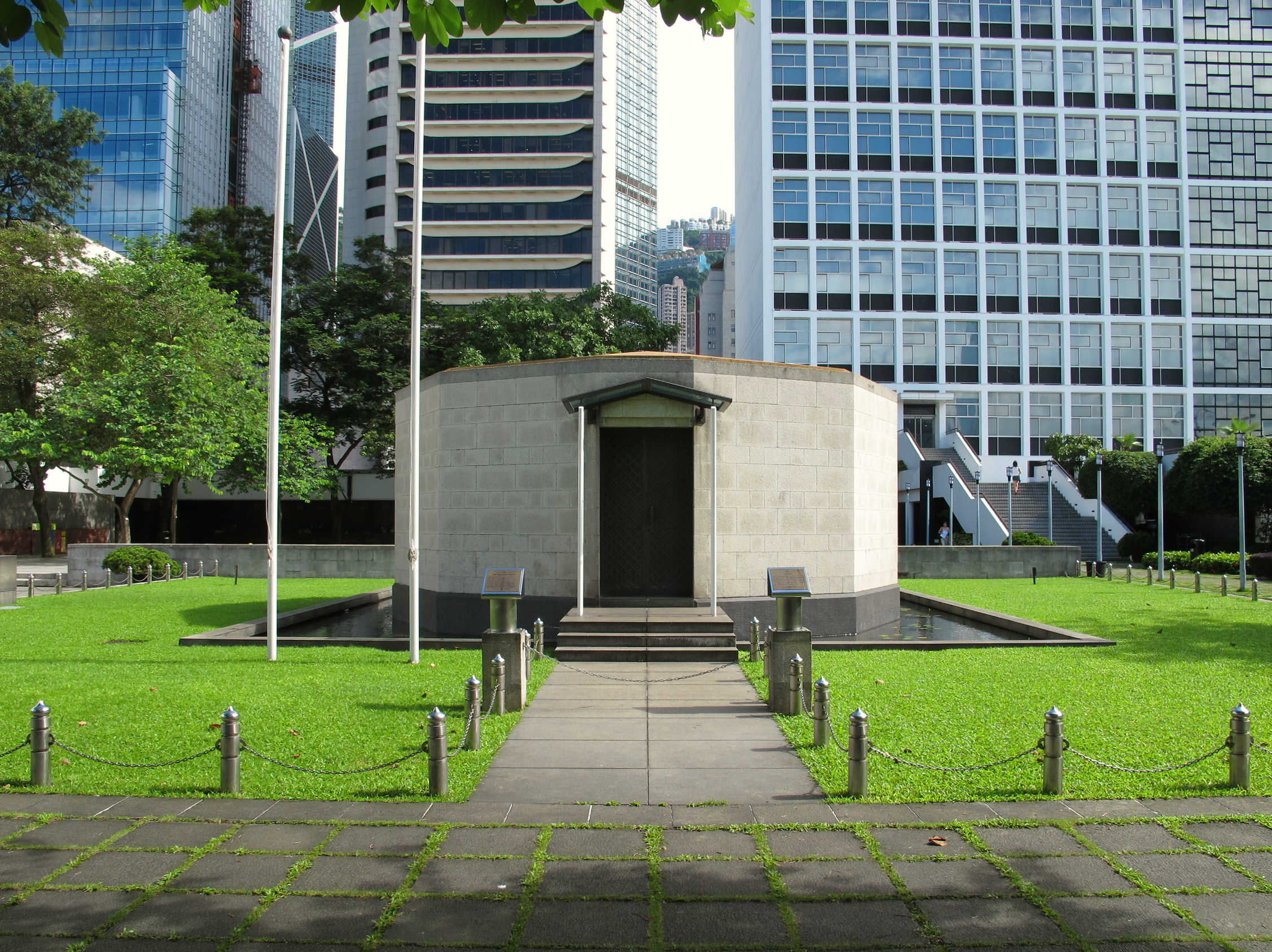
紀念龕（記念堂）
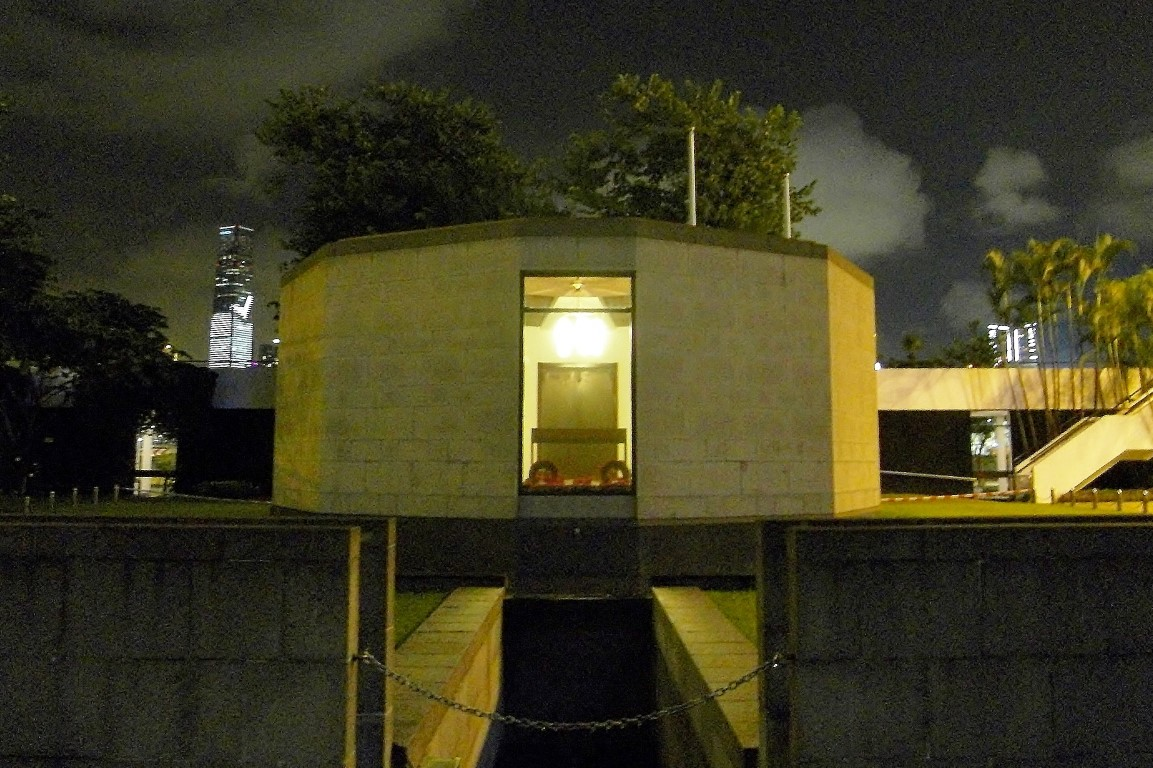
紀念龕の夜景
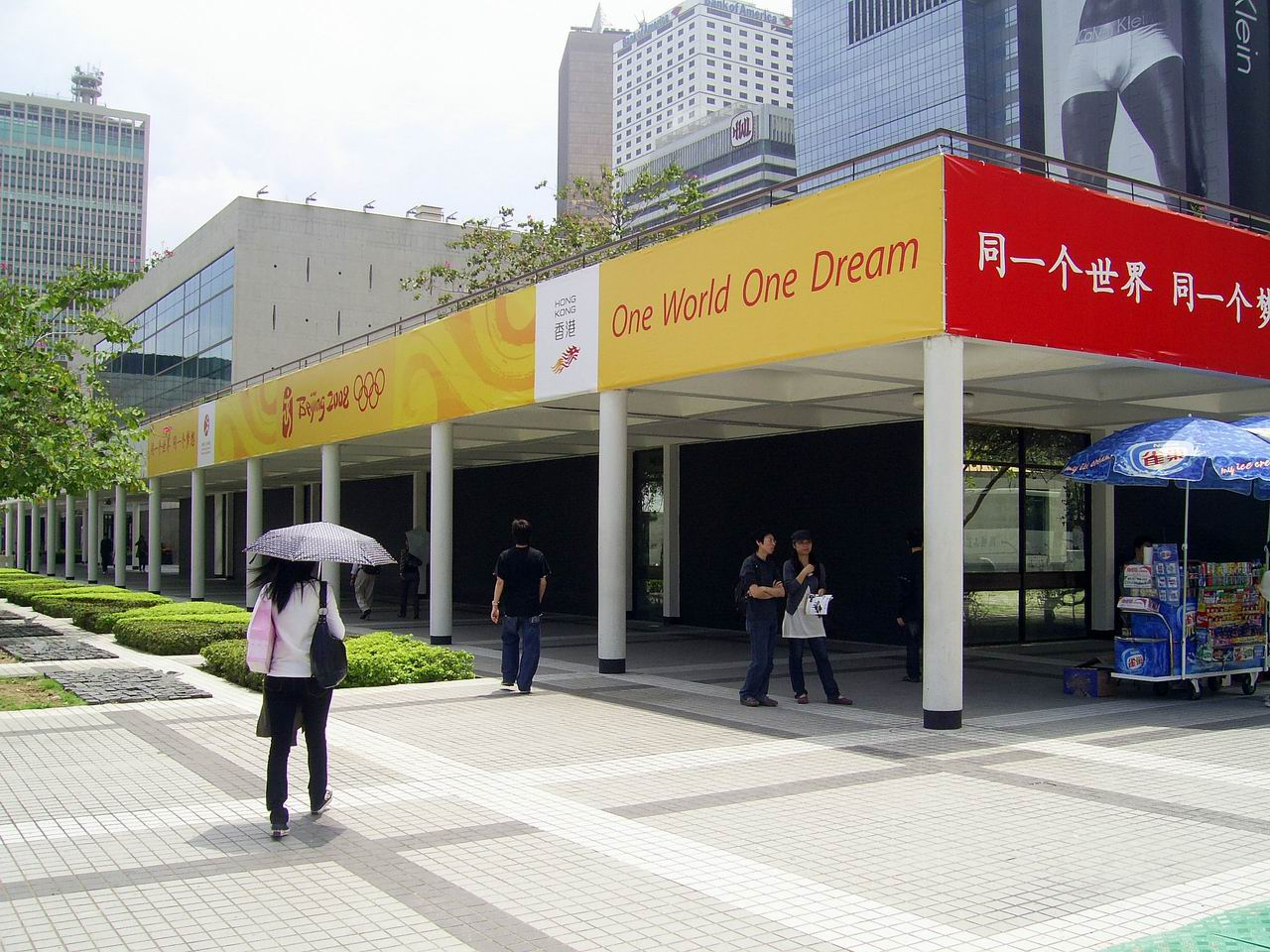
庭園を取り囲む「L」字型のピロティ上屋からはヴィクトリア・ハーバーを眺めることができる

## 撮影地
- 1962年の第8回香港小姐コンテストは、落成からわずか3ヶ月の香港大会堂コンサートホールで行われた[19][20]。

- 邵氏兄弟が1977年に製作した映画『北京原人の逆襲』では、香港大會堂が映画の実景に基づいて作られたシーンモデルの一つとして登場し[21]、また写真家の邱良が撮影した劇中写真にもその姿が写っている[14]:47。

## ポップカルチャー
- 1988年、香港の男性歌手李克勤（中国語版）は、広東語楽曲『大会堂演奏庁』をリリースした。タイトルおよび歌詞の内容は香港大会堂のコンサートホールに因んだものとなっている。